# The Famous Flames
The Famous Flames was een Amerikaanse rhythm and blues zangroep opgericht in Toccoa in de staat Georgia in 1953 door Bobby Byrd. James Brown startte er zijn carrière in 1956 en werd frontman toen hun eerste plaat – "Please, Please, Please" – werd opgenomen.
De groep trok veel aandacht omwille van hun harmonieuze zang, de stem van James Brown en gesynchroniseerde danspassen, iets wat nieuw was. Veel van hun liedjes kwamen in de Amerikaanse top 40 en de Billboard Hot 100. Ook kwamen ze in de The T.A.M.I. Show(1964) en Ski Party. De groep schreef hun eigen liedteksten en maakten hun choreografie. De groep werd in 2012 opgenomen in de Rock & Roll Hall of Fame. Van de groep wordt gezegd dat zij tot de beste behoren wat zaalshows betreft.
De groep wordt soms ten onrechte beschouwd de vaste band van James Brown te zijn. Dit komt wellicht omwille van inconsistentie op de diverse platen. The Famous Flames waren in de beginperiode effectief de muzikanten, maar sinds 1959 werd een tourband ingehuurd en deden The Famous Flames enkel nog achtergrondzang en danspassen.

## Geschiedenis

### Ontstaan
James Brown begon als kind te zingen in de r&b-groep The Cremona Trio toen hij opgroeide in Toccoa. Op zijn zestiende werd hij veroordeeld omwille van meerdere kleine criminele feiten en een gewapende overval. Hij werd toen naar de jeugdgevangenis gestuurd. Daar richtte hij met enkele medegevangenen de groep The Swanees op, waar ook Johnny Terry lid van was. Hier kreeg Brown zijn bijnaam: "Music Box".
In 1952 speelde Brown in het schoolbasketbalteam waar in de tegenploeg Bobby Byrd speelde. Zij werden bevriend. Brown belandde op zeventienjarige leeftijd opnieuw in de gevangenis na het stelen van een driedelig pak uit een auto. Hij werd als volwassenen berecht en kreeg een jarenlange gevangenisstraf. Doch op 14 juni 1952 kwam hij onder voorwaarde vrij dankzij Bobby Byrd. Hij overtuigde zijn ouders om James bij hen te laten wonen. Een bijkomende voorwaarde was dat James nooit naar zijn geboortestad mocht terugkeren. James vond werk als afwasser en bokser.
Rond deze periode richtte Byrd de gospelzangroep The Gospel Starlighters op. Na een jaar namen zij ook r&b op in hun genre, iets waarvoor ze door de kerkleiders werden afgestraft omdat het “muziek van de duivel” zou zijn. Er werd naar een creatieve oplossing gezocht: The Gospel Starlighters bleef onder die naam bestaan voor gospelliederen, hun r&b-optredens deden ze onder de naam The Avons. Andere bandleden van The Avons waren Troy Collins, Doyle Oglesby, Sylvester Keels en Willie Johnson. Toen er werd beslist om zich enkel te richten op r&b, werden The Gospel Starlighters opgedoekt.
In 1954 werd James Brown lid van The Ever Ready Gospel Singers waar ook Johnny Terry lid van was. Beiden kwamen rond dezelfde periode vrij onder voorwaarden. De groep splitte toen een poging om een plaat op te nemen mislukte. Brown keerde toen terug naar Toccoa. Later dat jaar kwam Troy Collins om tijdens een auto-ongeluk. Byrd vroeg toen Brown om Troy te vervangen bij The Avons. In deze beginperiode waren zowel Brown, Keels als Byrd de hoofdzangers. Johnny Terry werd lid alsook gitarist Nafloyd Scott. Willie Johnson verliet de groep en werd vervangen door Fred Pulliam. The Avons veranderden hun naam naar The Toccoa Band omdat er blijkbaar al twee bestaande groepen waren met eenzelfde naam. Barry Tremier werd hun manager en bepaalde dat Brown de drummer werd en Byrd de pianist.

### Eerste successen en doorbraak
In 1955 ging de groep naar een optreden van Little Richard. De groep besliste om van gospelmuziek af te stappen en veranderde hun naam naar “The Flames”. Tijdens een optreden in Macon, Georgia was Clint Brantley aanwezig. Clint, die in het management van Little Richard zat, gaf hen het advies om het woord “Flaming” in hun naam toe te voegen. Doyle Oglesby en Fred Pulliam verlieten de groep en werden vervangen door Nashpendle "Nash" Knox.
De groep schreef hun eigen nummers waaronder "Goin' Back to Rome" en "Please, Please, Please". Laatsgenoemd nummer werd voor de kerstperiode van 1955 opgenomen in een lokaal radiostation in Macon. Het lied werd een lokale hit waardoor men besloot de plaat op te sturen naar enkele uitgeverijen. King Records had grote interesse, maar verloren van Federal Records waarmee The Famous Flaming in 1956 in zee ging. Een maand later werd het nummer opnieuw opgenomen. Syd Nathan, directeur van Federal Records, stond op het punt om Ralph Bass te ontslaan omdat het nummer inhoudelijk niets voorstelde. Bass kon Nathan overtuigen dat het niet over de inhoud van het lied ging, maar wel over de stem van James Brown.
"Please, Please, Please" werd uitgebracht in mei 1956 en belandde in september op de zesde plaats van de R&B hitparade. De plaat werd over de jaren heen zo'n drie miljoen keer verkocht. De groep bracht meerdere nummers uit, waaronder "I Don't Know", "No No No", "Just Won't Do Right" en "Chonnie-On-Chon". Deze nummers hadden geen groot succes. De groep besloot voor een andere manager te kiezen: Ben Bart van Universal Attractions Agency. Bart adviseerde om de naam te veranderen naar “The Famous Flames with James Brown”. Dit leidde tot een dispuut waarbij de originele leden van The Famous Flames werden vervangen door leden van “The Dominions”

### Vervangers
In 1958 dreigde de groep hun contract te verliezen omdat hun nummers in geen enkele hitparade belandden. Johnny Terry stelde daarop voor dat Brown de ballade Try Me moest opnemen, een lied dat was gebaseerd op "For Your Precious Love" van Jerry Butler & The Impressions. Het lied werd begin 1959 uitgebracht en werd direct een succes. Daarop ontsloeg Brown onverwacht alle leden van The Dominions en The Flames. Zij werden vervangen door Big Bil" Hollings, J.W. Archer, en Louis Madison. Ook Willie Johnson werd terug lid van de groep. Verder werden er leden ingehuurd van The Fabulous Flames. Onder het label “Bay-Tone Records” brachten ze enkele platen uit, maar deze flopten allen. De groep gleed verder de vergetelheid in. Rond die periode vroegen Brown en Terry aan Bobby Byrd om terug te keren, wat hij deed. Ook werden Bobby Bennett en Baby Lloyd Stallworth aangenomen. Vanaf toen deden The Famous Flames enkel nog de zang en danspassen. The Bucketheads werd hun muziekgroep. Onder de naam “James Brown and The Famous Flames” traden ze op in het Apollo Theater als voorprogramma van Little Willie John.
Nog steeds in 1959 bracht Brown zijn eerste soloplaat uit. "I Want You So Bad" kwam in de top 20 van de R&B hitparade. In 1960 hadden Brown and the Flames een aantal hits te pakken waaronder "Think!", "Bewildered", "I Don't Mind", "This Old Heart" en "I'll Go Crazy".
In 1962 werden drie optredens van "The James Brown Show" opgenomen. Ze hadden dat jaar ook een hit met "Shout and Shimmy", een ode aan The Isley Brothers. Het nummer leek te hard op het originele "Shout" en werd door meerdere critici de grond ingeboord. Desondanks werd het een hit. In 1963 werd hun optreden in Apollo Theater opgenomen. De plaat verkocht meer dan 1 miljoen keer en stond 14 maanden in de R&B hitlijst. Daardoor brak deze een record. Hun populariteit werd verhoogd dankzij hun verschijning in de muziekfilm The T.A.M.I. Show. Daar kwam Brown ten val en bezeerde zijn knie. Dit incident herhaalde hij sindsdien in zowat al zijn optredens.
In 1964 bracht de groep het album Pure Dynamite! Live at the Royal uit wat in de top tien kwam van Billboard. De muziekgroep “The Flames” brachten datzelfde jaar het album Showtime uit. Hierdoor ontstond de verwarring dat “The Famous Flames” de muziekband was van James Brown, terwijl zij enkel de achtergrondzangers waren. Andere hits in dat jaar waren "Oh Baby, Don't You Weep" en "Maybe the Last Time". Dat laatste nummer verscheen op de B-kant van "Out of Sight". Het was tevens de laatste samenwerking en The Famous Flames werden ook niet vermeld op de plaat.

### Verval
In 1964 richtten Brown en Byrd hun eigen bedrijf op: Fair Deal. Hun opzet was om hun muziek ook kenbaar te maken buiten de r&b-gemeenschap. Brown ging een contract aan bij Smash Records om hun platen te verdelen. Nadat de eerste plaat werd uitgebracht – Out of Sight – nam King Records contact op met Brown met het verzoek om geen verdere platen te verdelen via Smash Records. Brown was namelijk de best verkochte artiest bij King Records en het zou voor hen een ramp zijn dat Brown voorgoed vertrok. Ondanks The Famous Flames geen onderdeel was van James Brown, werden ze toch ingehuurd voor optredens en werd hun naam vermeld. In 1965 had Brown zijn eerste nummer 1-hit met het lied "Papa's Got a Brand New Bag".
In 1966 waren James Brown en de The Famous Flames te zien in de film Ski Party en traden twee keer op in The Ed Sullivan Show. Rond deze periode richtte de groep zich ook tot het buitenland wat een groot succes werd.
Er ontstond discussie nadat de bandleden vonden dat ze te weinig werden betaald. Daarbij droomde Brown over een solocarrière. Lloyd Stallworth was de eerste die de groep verliet na hun eerste optreden in The Ed Sullivan Show. Andere leden verlieten de daaropvolgende jaren de groep en in 1968 werden The Famous Flames ontslagen. Dat jaar bracht King Records het album Live at the Apollo, Volume II, waarbij solomuzieknummers van The Famous Flames werden verwijderd omdat zij niet langer deel uitmaakten van de show van James Brown.

### Na het ontslag
The Famous Flames traden nooit meer op met James Brown, ondanks James nog regelmatig contact had met Byrd. Brown schreef in een autobiografie in 1986 dat zij tezamen een goede show brachten, maar op zanggebied niet al te sterk waren. Desondanks beweerde hij in andere gesprekken dat The Famous Flames zijn favoriet kwartet was op zanggebied.
In 2003 spanden Byrd, zijn vrouw Vicki Anderson, Bobby Bennett en Lloyd Stallworth een rechtszaak aan tegen Brown en Universal Records omdat ze nooit geld hadden ontvangen van samples uit diverse nummers van hen die nog steeds werden gebruikt.
Lloyd Stallworth stierf in 2001, Johnny Terry in 2005 en James Brown op 25 december 2006. Bobby Byrd zong op Browns begrafenis en stierf in september 2007. Bobby Bennett stierf op 18 januari 2013.

## Leden
- James Brown
- Bobby Byrd
- Johnny Terry
- Sylvester 'King' Keels
- Nash Knox
- Nafloyd Scott
- Bobby Bennett
- "Baby Lloyd" Stallworth
- Willie Johnson
- Troy Collins
- Fred Pulliam
- Roy Scott
- Doyle Oglesby
- Bill Hollings
- Robert Gram
- JW Archer
- Louis Madison

## Discografie
- 1956: Please Please Please
- 1958: Try Me (later heruitgebracht als: 16 Hits:The Unbeatable James Brown & The Famous Flames)
- 1960: Think!
- 1961: The Amazing James Brown[39]
- 1962: Shout and Shimmy
- 1962: Excitement (Mr. Dynamite)
- 1962: James Brown and His Famous Flames Tour the USA
- 1963: Live at the Apollo
- 1963: Pure Dynamite! Live at the Royal
- 1964: Showtime
- 1967: James Brown & The Famous Flames Live at The Garden
- 1968: Live at the Apollo, Volume II

## Prijzen
- Grammy Hall of Fame:
- Live at The Apollo (King Records, 1963) – James Brown & The Famous Flames* (Inducted 1998)[40]
- "Please Please Please" – James Brown & The Famous Flames (Federal (King) Records, 1956 R&B Single) – Inducted 2001
- Rock and Roll Hall of Fame – The Famous Flames (Inducted 2012) James Brown (Inducted 1986)[41][42]
- Goldmine Magazine Hall of Fame – James Brown & The Famous Flames (Inducted 2012)[43]
- Rolling Stone's 500 Greatest Albums of All Time
- Live at The Apollo (1963) – James Brown & The Famous Flames* (Awarded 2003)
- United States Library of Congress-National Recording Registry
- Rhythm and Blues Foundation Lifetime Achievement Award (James Brown & The Famous Flames-1993)[44]
- Rhythm and Blues Foundation Pioneer Award – (Bobby Byrd alone) – 1998.
- Live at The Apollo (1963) – James Brown & The Famous Flames* (Awarded 2004)
- The Rock and Roll Hall of Fame's
- 500 Songs That Shaped Rock and Roll
- "Please Please Please" – James Brown & The Famous Flames* (Federal (King) Records, 1956
  - R&B Single (list compiled 2004)[45]
- Billboard – "Try Me" – James Brown & The Famous Flames
  -     1. 48 Pop, #1 R&B, and the Best-Selling R&B Hit Song of 1958[46][47]

  - Onterecht alleen vermeld aan James Brown.